# Teresa Warchałowska
Teresa Warchałowska (ur. 31 sierpnia 1949 w Warszawie) – polska urzędniczka państwowa i specjalistka ochrony środowiska, w latach 2005–2006 podsekretarz stanu w Ministerstwie Środowiska.

## Życiorys
Posiada wykształcenie wyższe inżynierskie. Pracowała w Najwyższej Izbie Kontroli, gdzie doszła do stanowiska wicedyrektora Departamentu Środowiska, Rolnictwa i Zagospodarowania Przestrzennego. Należała do Fundacji Ekologicznej „Wolni od Azbestu”. W rządzie Jerzego Buzka od 1997 była Głównym Inspektorem Ochrony Środowiska, pełniła funkcję do 14 kwietnia 2000. Od 5 grudnia 2005 do 25 października 2006 zajmowała stanowisko wiceministra środowiska. Później powróciła do pracy w NIK jako zastępca dyrektora Departamentu Ochrony Środowiska.
Odznaczona Złotym Krzyżem Zasługi (1996) oraz Krzyżem Kawalerskim (2004) i Oficerskim (2014) Orderu Odrodzenia Polski.